# Adelpha iphicleola
Espèce
Adelpha iphicleola  est une espèce de papillons de la famille des Nymphalidae, sous famille des Limenitidinae et du genre des Adelpha.

## Dénomination
Adelpha iphicleola a été décrit par Henry Walter Bates en 1864 sous le nom initial d' Heterochroa iphicleola.

### Sous-espèces

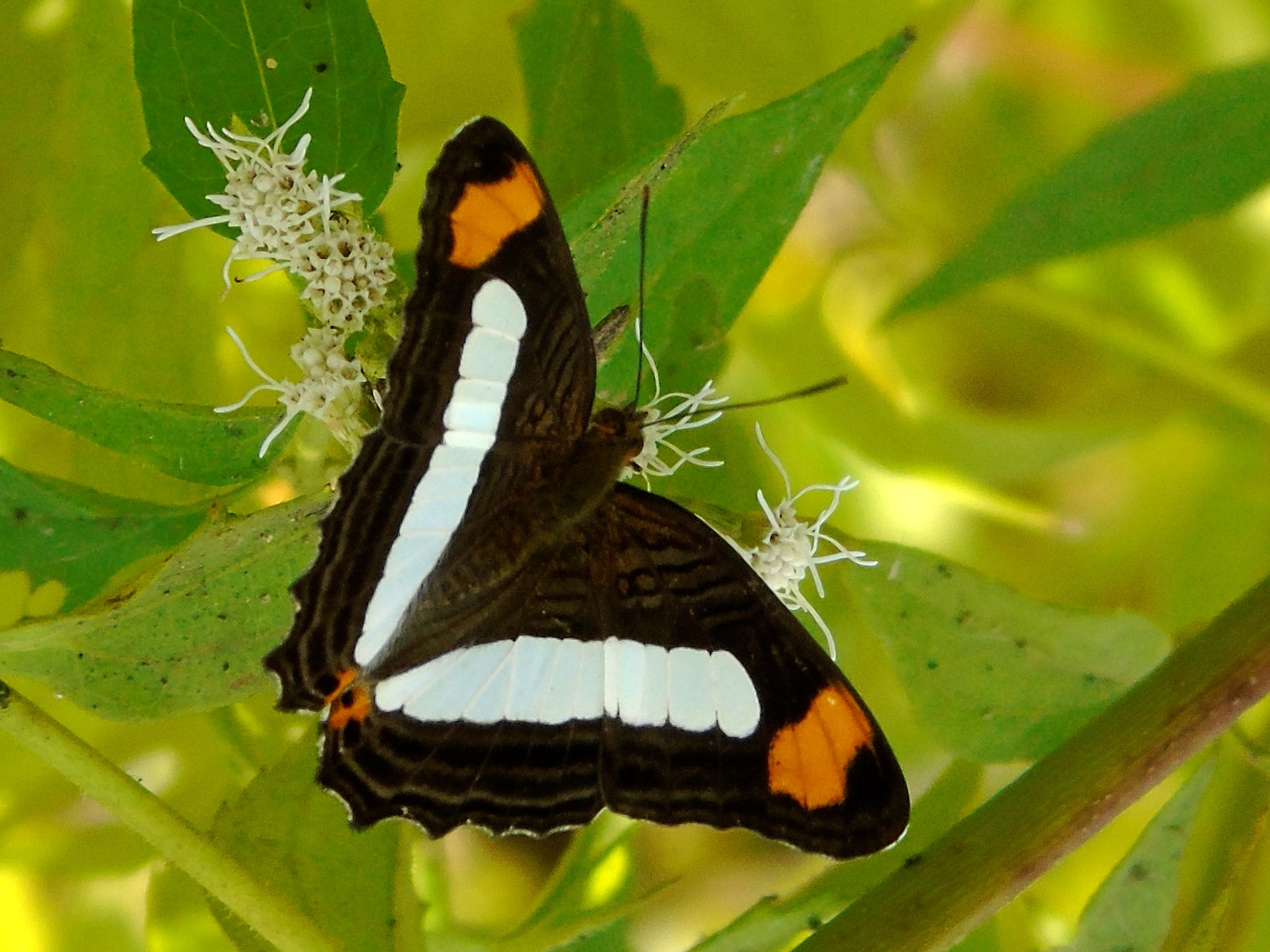
Adelpha iphicleola iphicleola

- Adelpha iphicleola iphicleola; présent au Mexique,  à Panama et au Guatemala.
- Adelpha iphicleola gortyna Fruhstorfer, 1915; présent au Venezuela et en Colombie
- Adelpha iphicleola iphimedia Fruhstorfer, 1915; présent à Cuba.
- Adelpha iphicleola leucates Fruhstorfer, 1915; au Venezuela, à Trinité-et-Tobago, au Paraguay et au Brésil.
- Adelpha iphicleola thessalita Willmott & Hall, 1999;  en Équateur et au Pérou[1].

### Noms vernaculaires
Adelpha iphicleola se nomme Iphicleola Sister en anglais.

## Description
Adelpha iphicleola est un papillon d'une envergure d'environ 45 mm à  53 mm au dessus marron orné d'une plage jaune proche de l'apex aux ailes antérieures, d'une petite tache jaune à l'angle anal des ailes postérieures, et d'une large bande blanche entre elles,.
Le revers est rayé de bandes cuivrées et blanc rosé avec des veines soulignées de cuivré et la même bande blanche que sur le dessus.

### Chenille
La chenille est cuivrée annelée de vert et développe de très grandes épines.

## Écologie et distribution
Adelpha iphicleola est présent  au Mexique, à Panama, au Guatemala, au Costa Rica, au Venezuela, à Trinité-et-Tobago, à Cuba, en Colombie, en Équateur, en Bolivie, au Paraguay, au Brésil et au Pérou. Sa présence en Guyana et en Guyane demande à être confirmée.

### Protection
Pas de statut de protection particulier.